# Campionati canadesi di sci alpino 2012
I Campionati canadesi di sci alpino 2012 si sono svolti a Mont-Sainte-Anne il 28 e il 29 marzo. Il programma includeva gare di discesa libera e supergigante a Le Massif e di slalom gigante e slalom speciale a Mont-Sainte-Anne, tutte sia maschili sia femminili; tuttavia sono stati disputati soltanto i due slalom speciali.
Trattandosi di competizioni valide anche ai fini del punteggio FIS, vi hanno partecipato anche sciatori di altre federazioni, senza che questo consentisse loro di concorrere al titolo nazionale canadese. 

## Risultati

### Uomini

#### Discesa libera
La gara, originariamente in programma il 20 marzo a Le Massif, è stata annullata.

#### Supergigante
La gara, originariamente in programma il 25 marzo a Le Massif, è stata annullata.

#### Slalom gigante
La gara, originariamente in programma il 28 marzo a Mont-Sainte-Anne, è stata annullata.

#### Slalom speciale
| Pos. | Atleta              | Nazione     | Tempo   |
| ---- | ------------------- | ----------- | ------- |
| 1    | Trevor Philp        | Canada      | 1:37,77 |
| 2    | Trevor White        | Canada      | 1:38,52 |
| 3    | Michael Janyk       | Canada      | 1:38,79 |
| 4    | Jonathan Nordbotten | Norvegia    | 1:39,03 |
| 5    | Ryan Cochran-Siegle | Stati Uniti | 1:39,72 |
| 6    | Phil Brown          | Canada      | 1:40,04 |
| 7    | Tommy Ford          | Stati Uniti | 1:40,16 |
| 8    | Sasha Zaitsoff      | Canada      | 1:40,21 |
| 9    | Erik Read           | Canada      | 1:40,22 |
| 10   | Kevin Drury         | Canada      | 1:40,26 |
| 10   | Paul Stutz          | Canada      | 1:40,26 |

Data: 25 marzo

Località: Mont-Sainte-Anne

1ª manche:

Ore: 

Pista: 

Partenza: 745 m s.l.m.

Arrivo: 585 m s.l.m.

Dislivello: 160 m

Tracciatore: 

2ª manche:

Ore: 

Pista: 

Partenza: 745 m s.l.m.

Arrivo: 585 m s.l.m.

Dislivello: 160 m

Tracciatore: 

### Donne

#### Discesa libera
La gara, originariamente in programma il 20 marzo a Le Massif, è stata annullata.

#### Supergigante
La gara, originariamente in programma il 25 marzo a Le Massif, è stata annullata.

#### Slalom gigante
La gara, originariamente in programma il 29 marzo a Mont-Sainte-Anne, è stata annullata.

#### Slalom speciale
| Pos. | Atleta                    | Nazione     | Tempo   |
| ---- | ------------------------- | ----------- | ------- |
| 1    | Marie-Michèle Gagnon      | Canada      | 1:38,81 |
| 2    | Anna Goodman              | Canada      | 1:40,42 |
| 3    | Madison Irwin             | Canada      | 1:42,02 |
| 3    | Kristina Riis-Johannessen | Norvegia    | 1:42,02 |
| 5    | Kate Ryley                | Canada      | 1:42,05 |
| 6    | Julia Ford                | Stati Uniti | 1:43,07 |
| 7    | Hailey Duke               | Stati Uniti | 1:43,59 |
| 8    | Marie-Pier Préfontaine    | Canada      | 1:43,86 |
| 9    | Elise Wøien Tefre         | Norvegia    | 1:44,52 |
| 10   | Kiley Staples             | Stati Uniti | 1:44,67 |

Data: 26 marzo

Località: Mont-Sainte-Anne

1ª manche:

Ore: 

Pista: 

Partenza: 745 m s.l.m.

Arrivo: 585 m s.l.m.

Dislivello: 160 m

Tracciatore: 

2ª manche:

Ore: 

Pista: 

Partenza: 745 m s.l.m.

Arrivo: 585 m s.l.m.

Dislivello: 160 m

Tracciatore: 